# Quint Fabi Ambust (tribú)
Quint Fabi Ambust (en llatí: Quintus Fabius M. F. Q. N. Ambustus) va ser un magistrat romà. Era fill de Marc Fabi Ambust i germà de Ceso i Numeri Fabi Ambust. L'any 390 aC va ser enviat com a ambaixador juntament amb els seus germans davant els gals que assetjaven Clúsium. El mateix any va ser tribú amb potestat consolar.